# Augusto Bruera
Augusto Bruera (Córdoba, Argentina, 12 de marzo de 1998) es un baloncestista argentino que se desempeña como ala-pívot en Ciclista Juninense de La Liga Argentina.

## Trayectoria
Bruera se formó en la cantera de Instituto, llegando luego a integrar el equipo que competía en la Liga de Desarrollo.
En agosto de 2017 se unió al 9 de Julio de Río Tercero en el Torneo Federal de Básquetbol, en lo que sería su primera experiencia en el baloncesto profesional argentino.
Al año siguiente hizo su debut en la La Liga Argentina como jugador de CAO Ceres, pero se desvinculó del equipo en enero de 2019. 
Retornó al TFB para jugar en Capuchinos de Concordia, pero el torneo fue suspendido en marzo de 2020 a causa de la pandemia de COVID-19. Un año después volvería a competir en el TFB, pero vistiendo los colores de 9 de Julio de Morteros.
En septiembre de 2021 se anunció su llegada a Echagüe, en lo que sería su retorno a La Liga Argentina. En el equipo paranaense Bruera pudo consolidarse como jugador, alcanzando un buen nivel en su juego. Eso le permitió en 2023 jugar en Sabios de Manizales de la Liga Profesional de Baloncesto de Colombia. Culminada esa experiencia, regresó a su país para incorporarse a Gimnasia y Esgrima La Plata.

## Vida privada
Es hermano gemelo de Santiago Bruera, quien también juega al baloncesto de manera profesional.